# دن گوردون (هنرپیشه)
دن گوردون (انگلیسی: Don Gordon؛ زادهٔ ۱۳ نوامبر ۱۹۲۶) هنرپیشه اهل ایالات متحده آمریکا است. از فیلم‌هایی که وی در آن نقش داشته است، می‌توان به پاپیون اشاره کرد.